# Nissan X-Trail
Der Nissan X-Trail ist ein SUV des japanischen Automobilherstellers Nissan, das in Deutschland sowohl mit Front- (4x2) als auch mit Allradantrieb angeboten wird (4x4). Der X-Trail ersetzte in Asien den Nissan Terrano und in Europa den Nissan Terrano II.

## X-Trail (T30, 2001–2007)
| Sterne im Euro NCAP-Crashtest (2002) | 4 Sterne im Euro-NCAP-Crashtest |

Der erste X-Trail kam im Juni 2001 auf den Markt und wurde zu Beginn mit Vorderradantrieb und 2,0-Liter-Ottomotor mit 103 kW (140 PS) oder mit 2,2-l-Diesel mit 84 kW (114 PS) angeboten.
Die allradgetriebenen Modelle waren entweder mit 2,0-Liter-Ottomotor mit 103 kW (140 PS), 2,5 Liter mit 121 kW (165 PS) oder mit den 2,2 Liter-Dieselmotoren mit 84 kW (114 PS; 2,2 Di) oder 100 kW (136 PS; 2.2 dci) ausgestattet.
Die 4x4-Modelle haben einen Antrieb mit Lamellenkupplung, bei dem man per Knopfdruck (Mode-Schalter) zwischen 3 Fahrmodi wählen kann: Frontantrieb (2WD), variabler Allradantrieb (4WD) mit einer Kraftverteilung von 100:0 bis 53:47 zwischen Vorder- und Hinterachse und permanentem Allrad (4WD-Lock) mit starrer Kupplung. Der Lock-Modus schaltet sich ab 40 km/h von selbst ab, um die Lamellenkupplung zu schonen. Mechanische Sperren in den Achsen waren nicht lieferbar, stattdessen gab es bei Fahrzeugen mit ESP+ elektronische Differentialsperren, wobei das Rad mit mehr Schlupf aktiv abgebremst wird. Im Auto-Modus des Mode-Schalters übernimmt das System je nach Straßen- und Traktionsverhältnissen selbst die Entscheidung zwischen Front- oder Allradantrieb.
Beim X-Trail war, je nach Ausstattungspaket, unter anderem serienmäßig: elektrische Fensterheber vorne und hinten, Leichtmetallräder, Seitenairbags, Airbags für Fahrer und Beifahrer, Zentralverriegelung mit Fernbedienung, Klimatisierungsautomatik, Drehzahlmesser, Mittelarmlehne vorne, Servolenkung, Wegfahrsperre, Kindersitzvorrichtung Isofix.
Die europäische Version wurde ebenso in Japan produziert.

### Modellpflege
Dezember 2003 erfolgte eine dezente Modellpflege an Front und Heck. Auffälligstes Merkmal waren die rundum leicht modifizierten Stoßfänger.
Technische Neuerung war der weiterhin von Nissan gelieferte 2,2 Liter große Dieselmotor mit neuer Einspritzung und Turbolader variablem Einlassquerschnitt und 136 PS, der das 114-PS-Triebwerk ablöste.

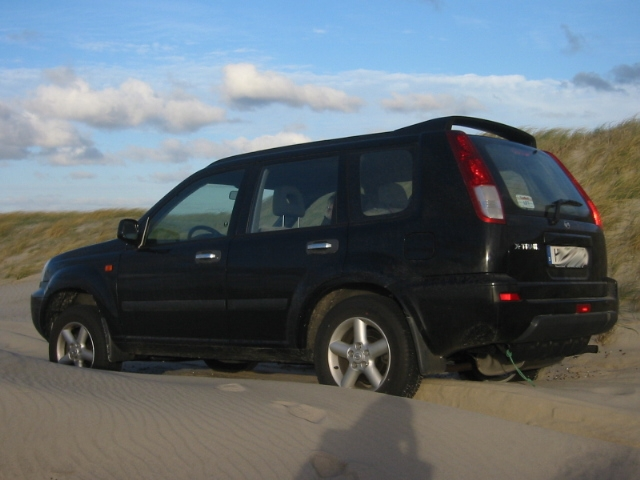
Heckansicht
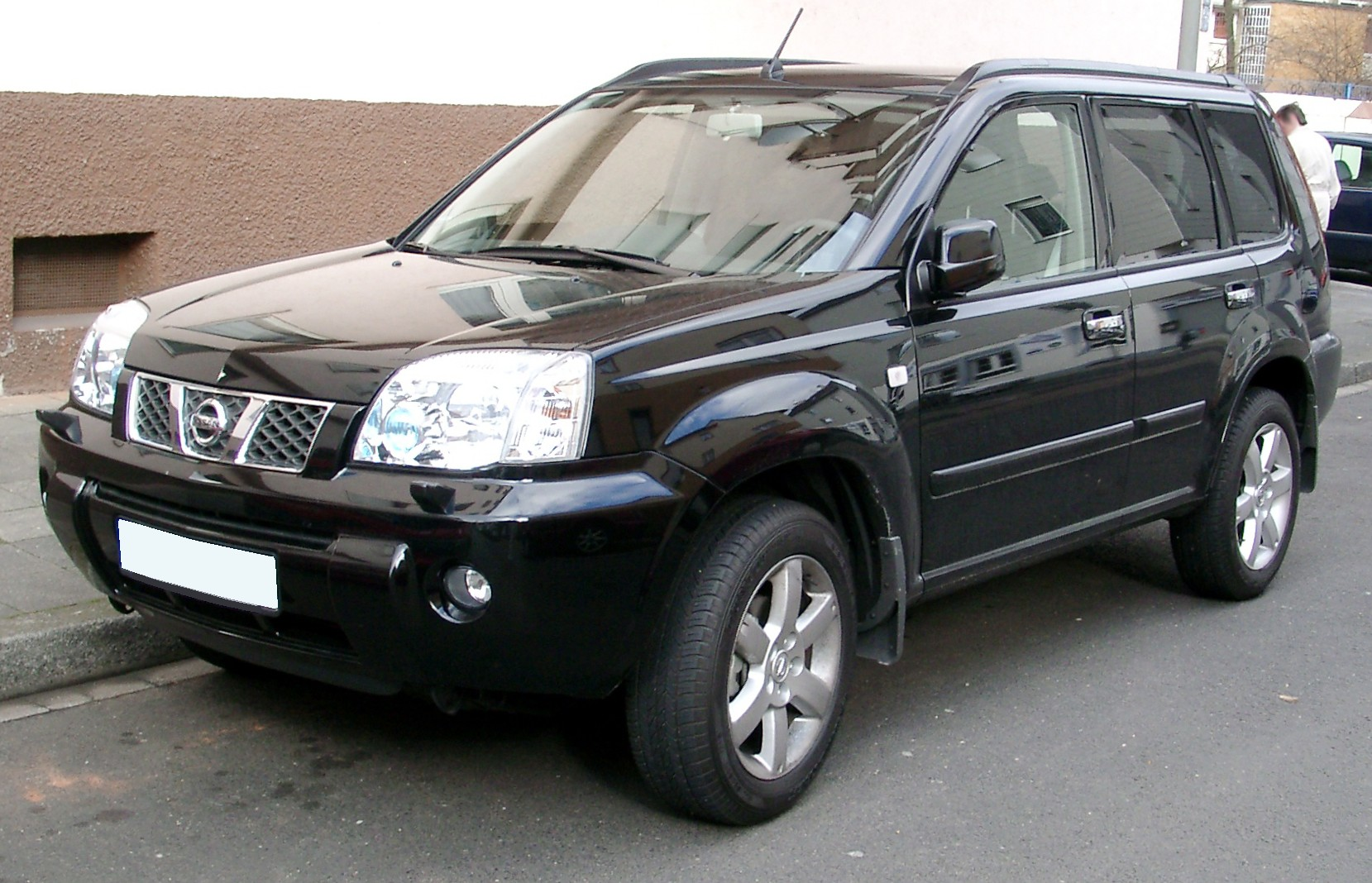
Nissan X-Trail (2003–2007)
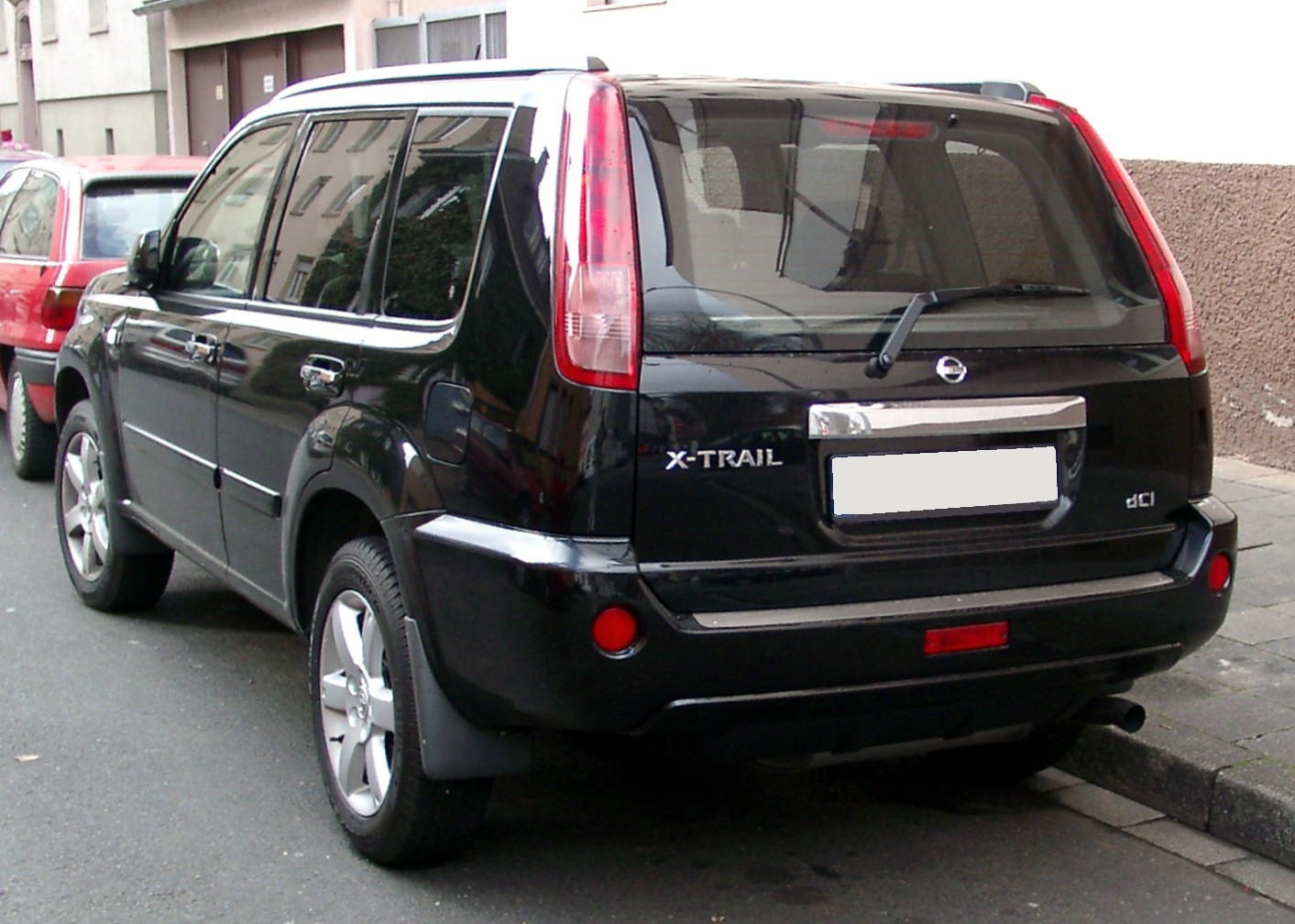
Heckansicht

### Auszeichnung
Der X-Trail war 2006 24-facher Testsieger. Er wurde durch viele Autozeitschriften ausgezeichnet.

### Ausland
In Angola und in Südamerika wird seit Mitte 2007 die erste Generation weiterhin gebaut, trägt aber nun den Namen Nissan X-Trail Classic. Die für den Bau verwendeten Teilesätze stammen von der angolanischen Zhongji Company, die das Modell für den afrikanischen Markt montiert.
Seit Dezember 2002 wird der X-Trail in Taiwan von der chinesischen Yulon Motor Company gefertigt. Mit dem weltweit durchgeführten Modellwechsel im Sommer 2007 behielt Yulon die erste Generation bei.
Im Gegensatz zu anderen Herstellern, die das Modell seitdem als X-Trail Classic vermarkten, bescherte das Unternehmen dem SUV ein einzigartiges Facelift. Besonderheiten des Modells ist die Front mit dem chromverzierten Kühlergrill sowie den dreieckförmigen Scheinwerfern, die sehr an den Honda CR-V zweiter und dritter Generation erinnern. Diese Form des Nissan X-Trail wird allerdings ausschließlich für den taiwanischen Markt produziert.

## X-Trail (T31, 2007–2014)
| Sterne im Euro NCAP-Crashtest (2007) | 4 Sterne im Euro-NCAP-Crashtest |

Auf dem Genfer Auto-Salon 2007 wurde der neue X-Trail präsentiert, dessen verändertes Erscheinungsbild erst auf den zweiten Blick auffiel. Auf den Markt kam das Modell im Juni 2007.
Es handelt sich jedoch um ein völlig neu entwickeltes Fahrzeug, das sich die Basis mit dem Nissan Qashqai teilt. Die markentypische Front und auch das Heck wurden ein wenig modernisiert, so dass das Erscheinungsbild insgesamt etwas robuster und bulliger wirkt. In den Abmessungen hat der neue X-Trail leicht zugelegt: In der Gesamtlänge wuchs er um 17,5 Zentimeter auf 4,63 Meter, der Radstand ist mit 2,63 Meter nahezu gleich geblieben. Das Kofferraumvolumen wuchs beträchtlich von 410 auf 603 Liter.
Fahrwerk und Karosserie wurden in wesentlichen Punkten optimiert, das Interieur spürbar aufgewertet. Im Innenraum rückte der bisher mittig angeordnete und vielfach kritisierte Instrumententräger nach links und somit nun vollständig ins Blickfeld des Fahrers. Außerdem erhält der geländefähige Nissan zwei neue Turbodiesel, so dass nun insgesamt vier Motoren zur Verfügung stehen. Die Benziner wurden ebenfalls modifiziert, der Motor mit 104 kW (141 PS) ist eine Neuentwicklung. Speziell für die Benziner-Varianten steht ein stufenloses CVT-Getriebe optional zur Verfügung. Bergan- und -abfahrhilfe sind ebenfalls enthalten. Für die Dieselmodelle gibt es Partikelfilter und ein 6-Stufen-Automatikgetriebe.

### Modellpflege
Im September 2010 wurde der X-Trail einer Modellpflege unterzogen. Seitdem ist das Fahrzeug in Österreich und Deutschland nur noch mit zwei überarbeiteten Dieselmotoren erhältlich, die die Schadstoffnorm Euro 5 erfüllen. Optisch wurden außen die Frontpartie und das Heck geringfügig modernisiert. Die Rückleuchten wurden teilweise auf LED-Technik umgestellt. Im Innenraum ist die Modellpflege gut an den veränderten Instrumenten mit rechteckigem Bordcomputerdisplay (schwarz/weiß) zwischen Drehzahlmesser und Tachometer zu erkennen. Zuvor war dieses Infodisplay rund und orange beleuchtet.

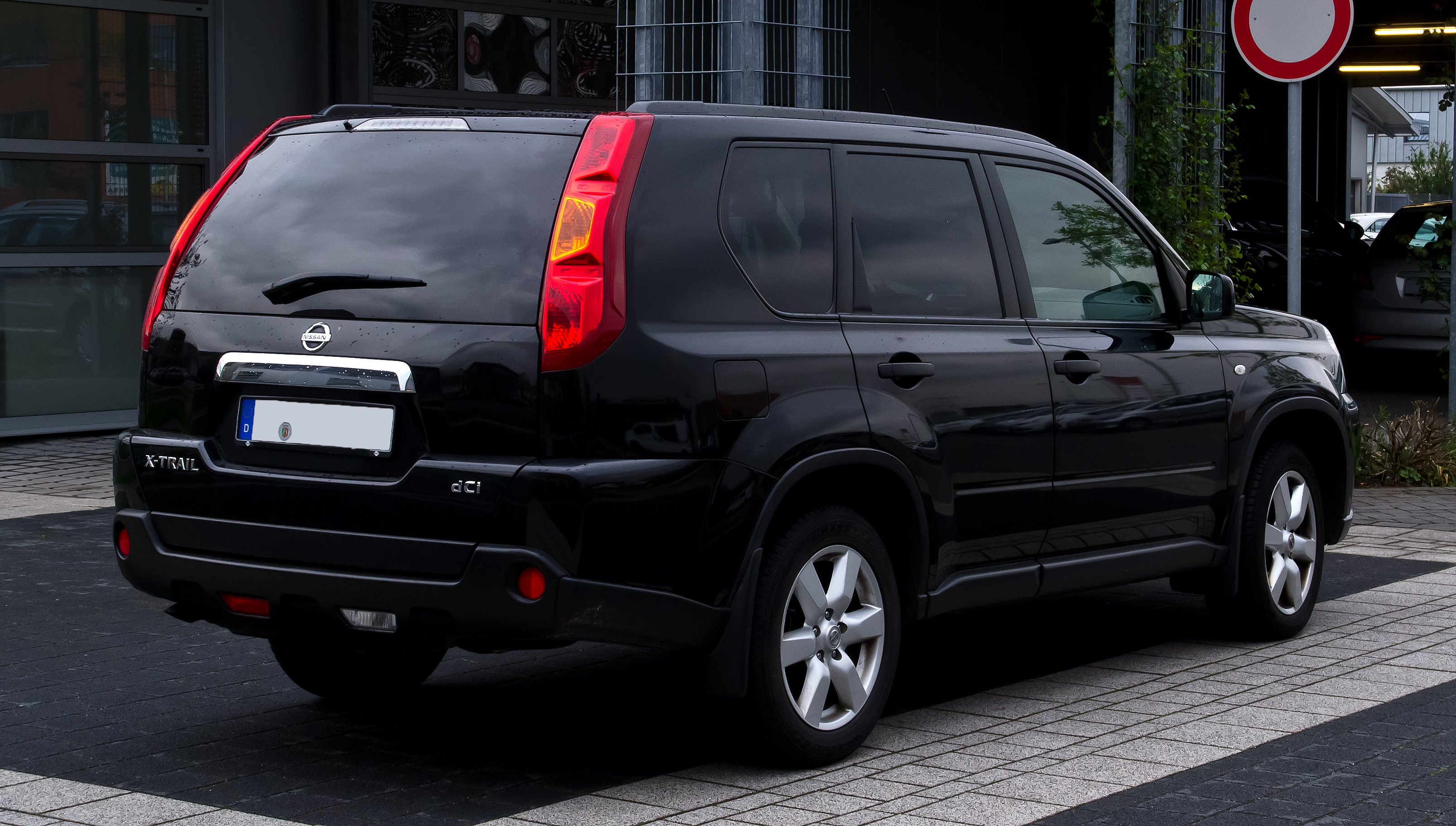
Heckansicht
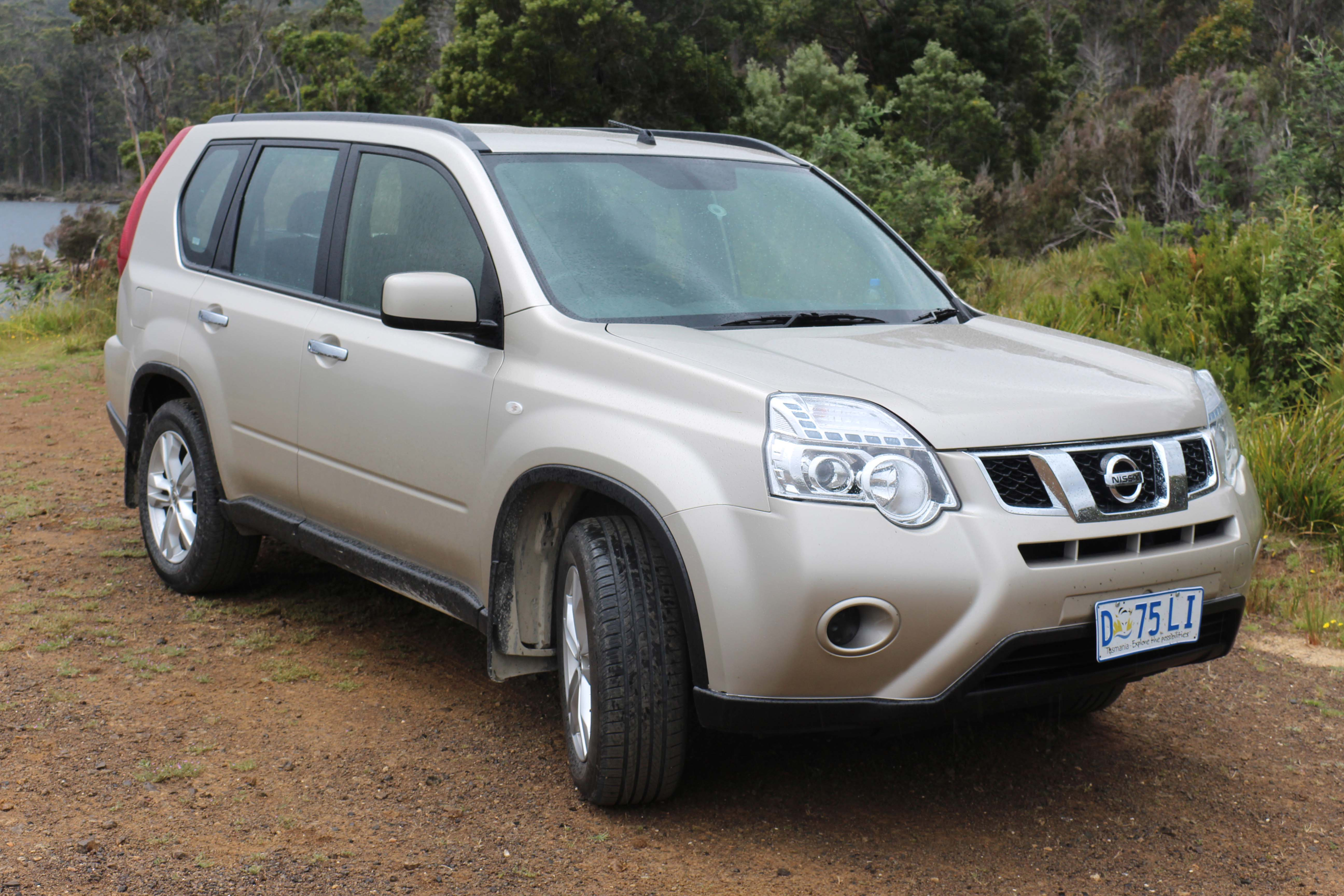
Nissan X-Trail (2010–2014)
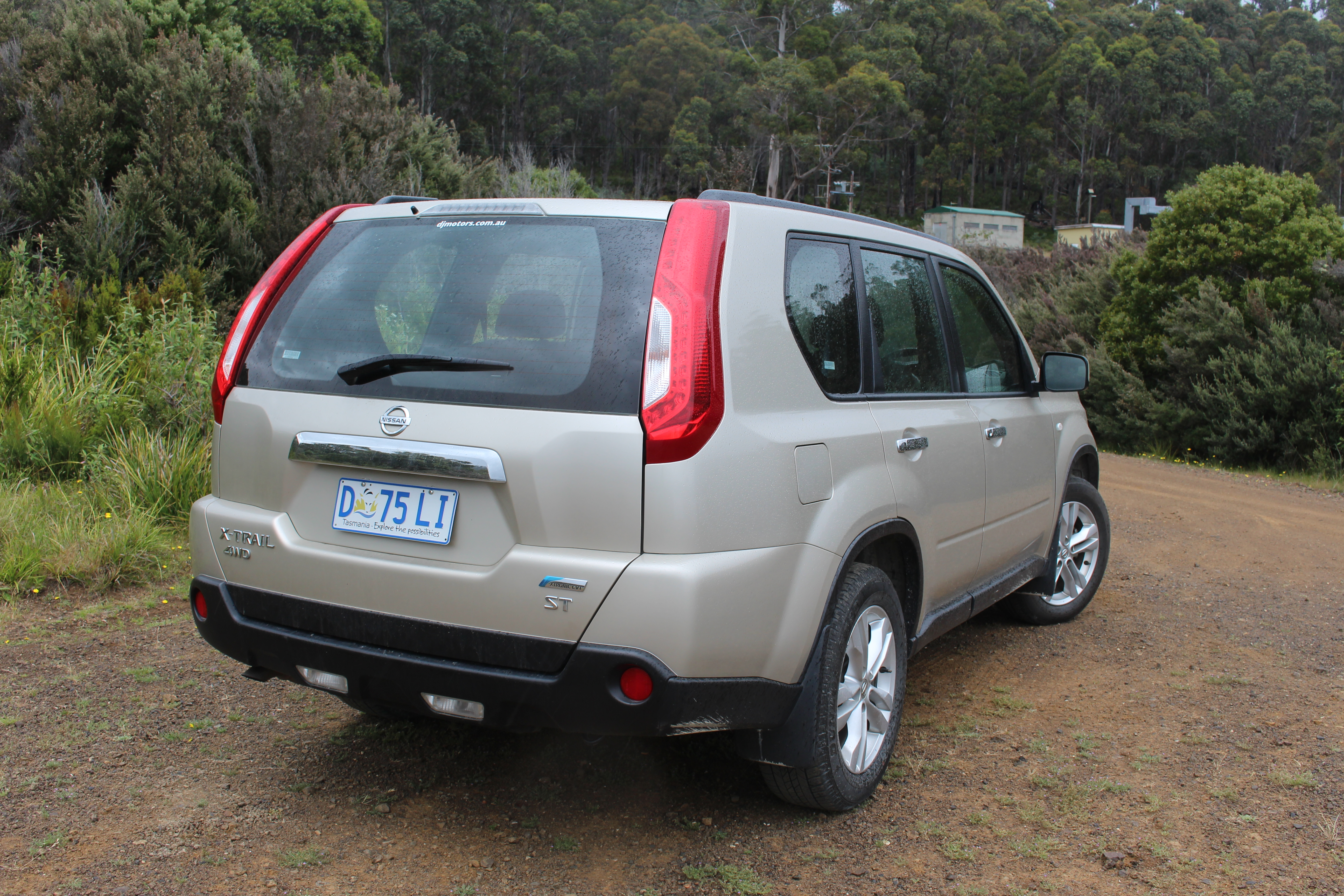
Heckansicht

In China wurde zwischen 2015 und 2019 der baugleiche Dongfeng Fengdu MX6 von der Dongfeng Motor Company angeboten.

## X-Trail (T32, 2014–2022)
| Sterne im Euro NCAP-Crashtest (2014) | 5 Sterne im Euro-NCAP-Crashtest |

Auf der IAA 2013 in Frankfurt am Main stellte Nissan die dritte Generation seines weltweit meistverkauften Modells, des X-Trail, vor. Diese ab Juli 2014 verkaufte Ausführung ist nicht mehr durch das kantige Design geprägt, sondern orientiert sich am zeitgenössischen, sportlichen SUV-Look. Die Frontpartie greift Stilelemente aktueller Nissan-Modelle wie des Murano und des Qashqai auf. In Europa ersetzte der neue X-Trail auch den Nissan Pathfinder, in Nordamerika ist der Nissan Rogue erstmals nahezu baugleich zum X-Trail.

### Technik
LED-Scheinwerfer mit Tagfahrlichtfunktion kommen zum Einsatz, wie auch das von den Vorgängermodellen bekannte elektronische Allradsystem ALL-MODE 4x4i, bei dem wahlweise zwischen Vorderradantrieb und einer automatisch berechneten Kraftverteilung zwischen Vorder- und Hinterachse gewählt werden kann. Zusätzlich lässt sich das System auch sperren, sodass die Antriebskraft gleichmäßig auf die Achsen verteilt wird.
Neu eingeführt wird die so genannte Active Ride Control und die Active Engine Brake. Dabei überwacht die Active Ride Control die Fahrbahnoberfläche und passt die Fahrzeugdämpfung automatisch an. Bei der Active Engine Brake wird die Kraft und Regelbarkeit des stufenlosen CVT-Getriebe genutzt und dabei die Bremswirkung des Motors verstärkt.
Als weitere Innovation kommt die Active Trace Control des Infiniti M Y51 zum Einsatz. Diese kann sensorgesteuert durch gezieltes Abbremsen einzelner Räder ein mögliches Untersteuern auf nassen und rutschigen Straßen verhindern. Bei den Motoren kam zum Verkaufsstart der aus dem Qashqai bekannte 1,6 Liter Turbodiesel mit 96 kW (130 PS) zum Einsatz. Bei den Ottomotoren finden reibungsoptimierte Downsizing-Motoren Verwendung. Außerdem wurde das Gewicht mit Maßnahmen wie einer zum größten Teil aus Kunststoff bestehenden Heckklappe für einen niedrigeren Kraftstoffverbrauch gesenkt.

### Komfortausstattung
Neben den aufgeführten neuen Sicherheitsausstattungen verfügt der X-Trail über das Navigationssystem und Infotainmentsystem Connect. Dieses lässt sich mit einem Smartphone verbinden und ermöglicht im Auto Internetzugang. Über einen sieben Zoll großen Farb-Touchscreen können so Apps von sozialen Netzwerken, Musik und andere Unterhaltungsplattformen aufgerufen werden. Eine sogenannte Send-to-Car-Funktion ermöglicht eine Reiseplanung zu Hause, welche dann ans Auto gesendet wird. Weiters verfügt das System über eine Bluetooth-Freisprecheinrichtung, AUX- und USB-Anschlüsse.
Den Innenraum sollen Chrom-, Metall- und Klavierlack-Oberflächen aufwerten. Der längere Radstand und neu geformte Vordersitz-Lehnen sorgen für eine bessere Kniefreiheit in der zweiten Sitzreihe. Gegen Aufpreis ist eine dritte wegklappbare Sitzreihe mit zwei Sitzplätzen erhältlich, ebenso wie eine Volllederausstattung. Die Sitzreihen steigen nach hinten an, sodass Fondpassagiere eine bessere Sicht nach vorne erhalten.
Zur Vergrößerung des Ladevolumens ist die zweite Sitzreihe verschiebbar, neben wegklappbaren Sitze der optionalen dritten Reihe. Darüber hinaus gibt es einen doppelten Ladeboden im Kofferraum, welcher sich in zwei Gepäckabteile verwandeln lässt. Die dritte Generation des X-Trail ist zudem optional mit einem mittigen Panoramadach und einer elektrisch betriebenen Heckklappe erhältlich.

### Modellpflege
Im September 2017 wurde der X-Trail einer Modellpflege unterzogen. Die Frontpartie besitzt einen größeren Grill. Außerdem ist die Chromspange nun breiter und markanter. Die Nebelscheinwerfer sind ab sofort eckig. Im Heckbereich gibt es einen geänderten Stoßfänger und Rückleuchten in LED-Technik. Innen gibt es verbesserte Materialien sowie ein anderes Lenkrad. Eine sensorgesteuerte Heckklappe ist nun ebenfalls erhältlich. Der Kofferraum hat nun ein Volumen von 565 Liter (+15 Liter).

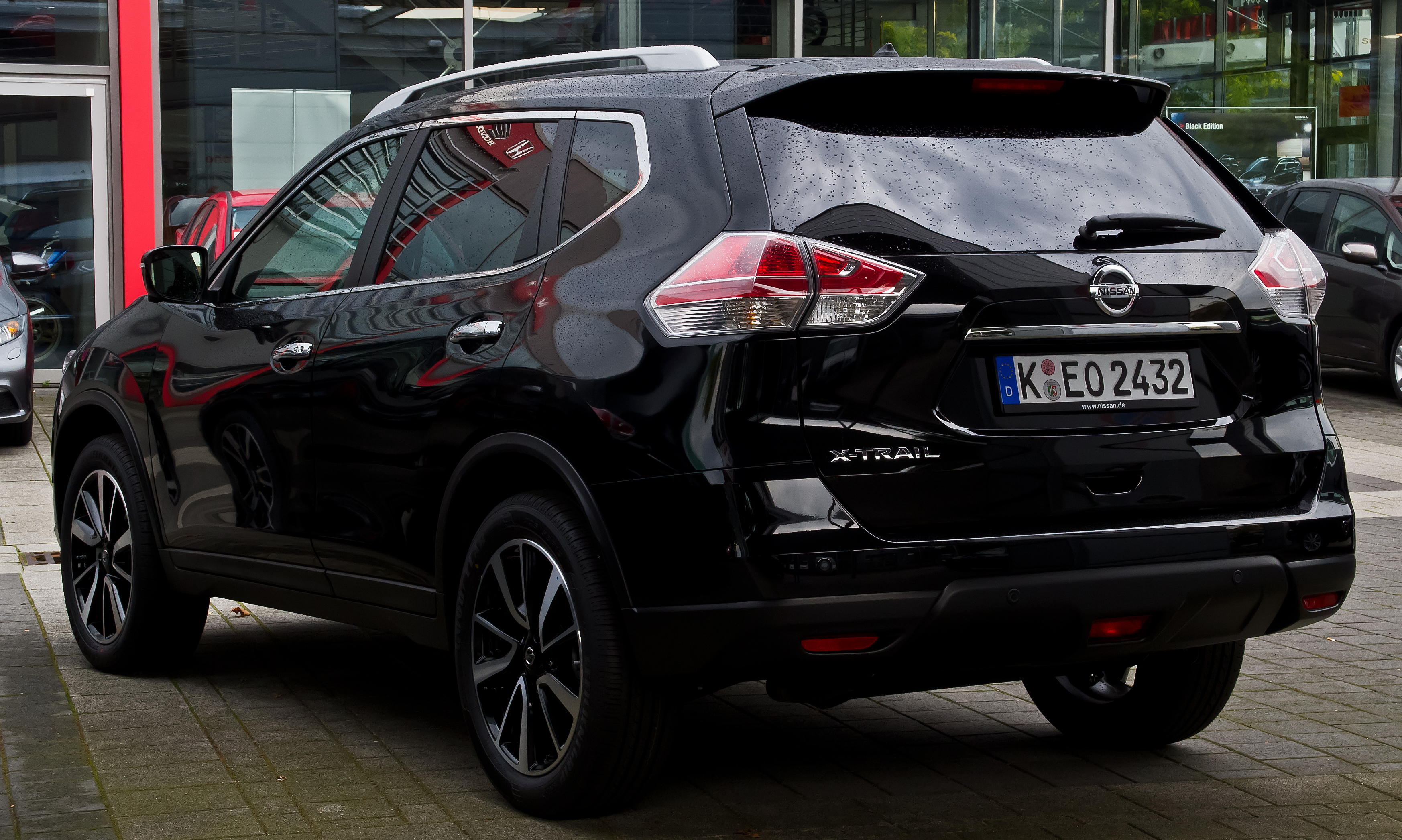
Heckansicht
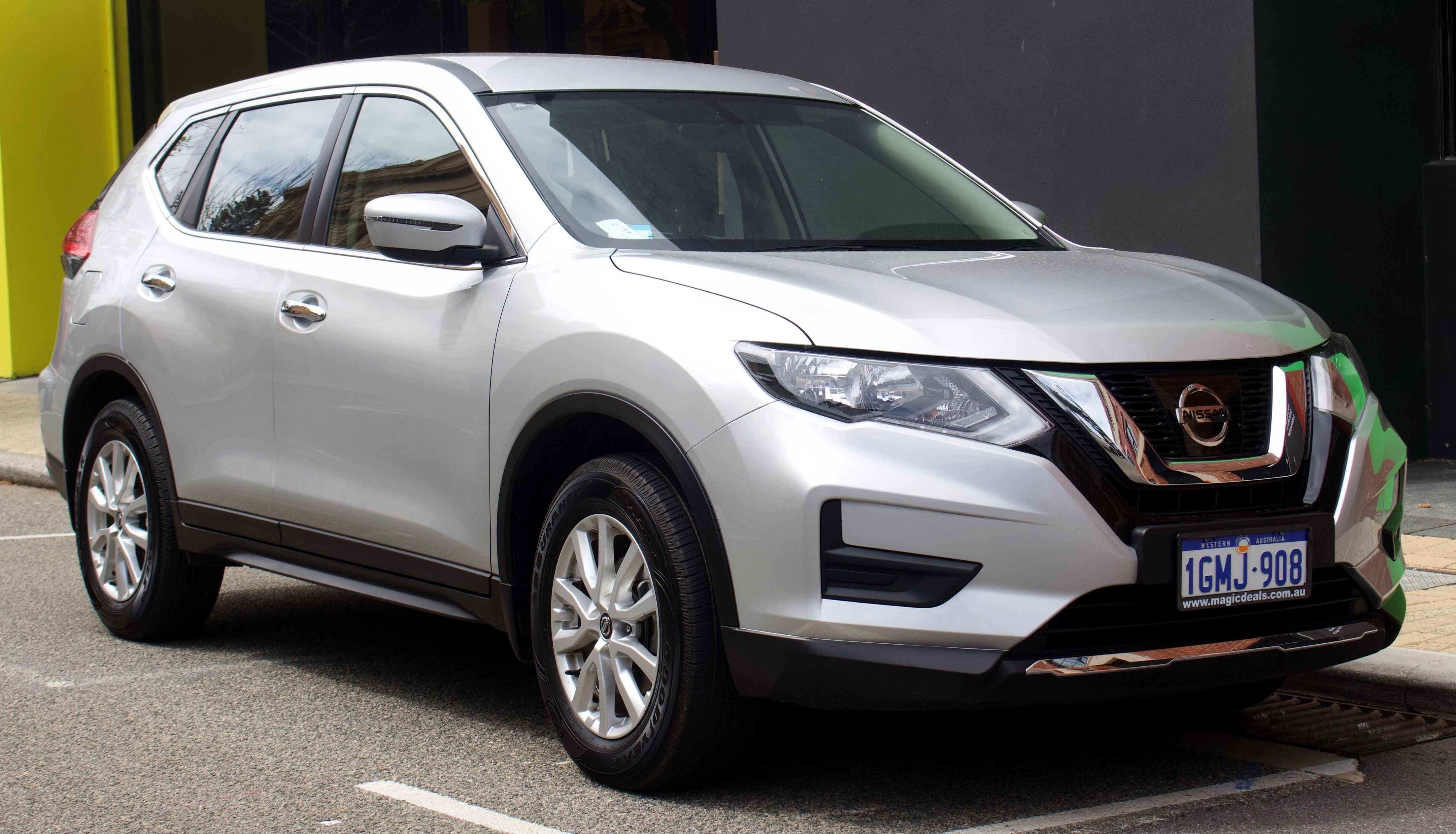
Nissan X-Trail (2017–2022)
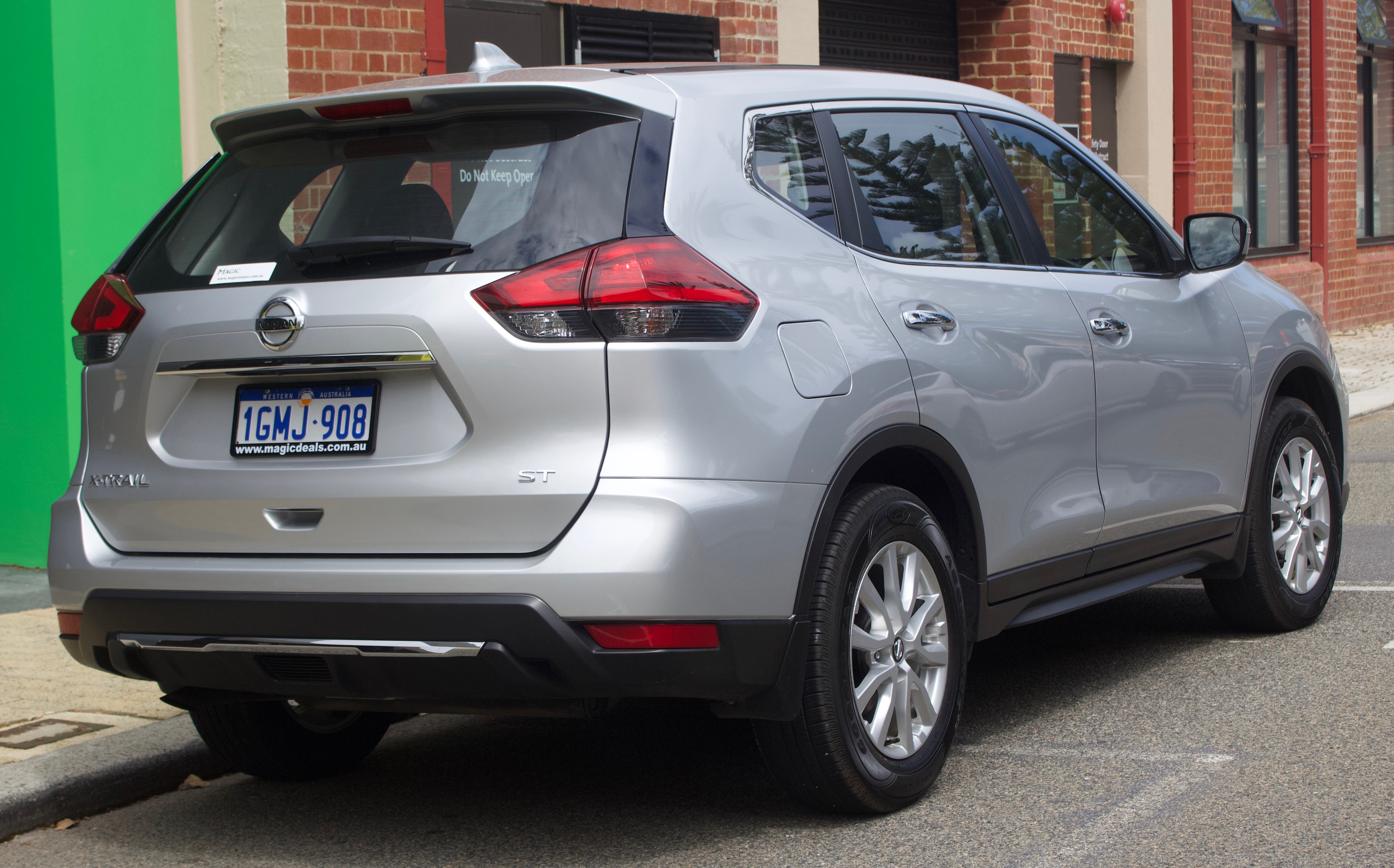
Heckansicht

### Technische Daten
|                                              | 1.3 DIG-T                                          | 1.3 DIG-T                                          | 1.6 DIG-T                                          | 1.6 dCi                                                                        | 1.7 dCi                                                                        | 2.0 dCi                                                                        |
| Bauzeitraum:                                 | 01/2021–08/2022                                    | 01/2019–12/2020                                    | 07/2014–08/2018                                    | 09/2015–08/2018                                                                | 01/2019–12/2020                                                                | 11/2016–08/2018                                                                |
| Motortyp:                                    | Vierzylinder-Ottomotor in Reihenbauart, Turbolader | Vierzylinder-Ottomotor in Reihenbauart, Turbolader | Vierzylinder-Ottomotor in Reihenbauart, Turbolader | Vierzylinder-Dieselmotor in Reihenbauart, Common-Rail-Einspritzung, Turbolader | Vierzylinder-Dieselmotor in Reihenbauart, Common-Rail-Einspritzung, Turbolader | Vierzylinder-Dieselmotor in Reihenbauart, Common-Rail-Einspritzung, Turbolader |
| Hubraum:                                     | 1332 cm³                                           | 1332 cm³                                           | 1618 cm³                                           | 1598 cm³                                                                       | 1749 cm³                                                                       | 1995 cm³                                                                       |
| max. Leistung bei min−1:                     | 116 kW (158 PS)/5500                               | 117 kW (160 PS)/5500                               | 120 kW (163 PS)/5600                               | 96 kW (130 PS)/4000                                                            | 110 kW (150 PS)/3500                                                           | 130 kW (177 PS)/3750                                                           |
| max. Drehmoment bei min−1:                   | 270 Nm/1800                                        | 270 Nm/1800                                        | 240 Nm/2000–4000                                   | 320 Nm/1750                                                                    | 340 Nm/1750                                                                    | 380 Nm/2000                                                                    |
| Antriebsart, serienmäßig:                    | Vorderradantrieb                                   | Vorderradantrieb                                   | Vorderradantrieb                                   | Vorderradantrieb                                                               | Vorderradantrieb                                                               | Vorderradantrieb                                                               |
| Antriebsart, optional:                       | —                                                  | —                                                  | —                                                  | (Allradantrieb ALL-MODE 4x4i)                                                  | (Allradantrieb ALL-MODE 4x4i)                                                  | (Allradantrieb ALL-MODE 4x4i)                                                  |
| Getriebeart, serienmäßig:                    | 7-Stufen-Doppelkupplungsgetriebe                   | 7-Stufen-Doppelkupplungsgetriebe                   | 6-Gang-Schaltgetriebe                              | 6-Gang-Schaltgetriebe                                                          | 6-Gang-Schaltgetriebe                                                          | 6-Gang-Schaltgetriebe 4x2: 6-Gang-Automatikgetriebe                            |
| Getriebeart, optional:                       | —                                                  | Xtronic-Automatikgetriebe                          | Xtronic-Automatikgetriebe                          | Xtronic-Automatikgetriebe                                                      | Xtronic-Automatikgetriebe                                                      | Xtronic-Automatikgetriebe                                                      |
| Leergewicht:                                 | 1575–1656 kg                                       | 1560–1656 kg                                       | 1505–1745 kg                                       | 1580–1770 kg (1655–1824 kg) [1615–1820 kg]                                     | 1655–1764 kg (1745–1829 kg) ([1775–1877 kg])                                   | (1615–1709) kg ([1665–1759 kg]) [1595–1689 kg]                                 |
| zulässiges Gesamtgewicht:                    | 1985–2180 kg                                       | 1985–2180 kg                                       | 2050–2210 kg                                       | 2090–2310 kg (2160–2320 kg) [2140–2310 kg]                                     | 2110–2295 kg (2175–2360 kg) ([2210–2400 kg])                                   | (2190–2350) kg ([2240–2400 kg]) [2170–2330 kg]                                 |
| Anhängelast gebr. (12 %): [Automatik]        | 1500 kg                                            | 1500 kg                                            | 1800 kg                                            | 2000 kg [1500 kg]                                                              | 2000 kg ([1500 kg])                                                            | 2000 kg [1650 kg]                                                              |
| Beschleunigung, 0–100 km/h:                  | 11,5 s                                             | 11,5 s                                             | 9,7 s                                              | 10,5 s (11,0 s) [11,4 s]                                                       | 10,7 s ([12,7 s])                                                              | (9,4 s) ([10,0 s]) [9,6 s]                                                     |
| Höchstgeschwindigkeit:                       | 198 km/h                                           | 198 km/h                                           | 200 km/h                                           | 188 km/h (186 km/h) [180 km/h]                                                 | 194 km/h ([190 km/h])                                                          | (204 km/h) ([196 km/h]) [199 km/h]                                             |
| Kraftstoffverbrauch auf 100 km (kombiniert): | 6,3–6,8 l Super                                    | 6,3–6,8 l Super                                    | 6,2–6,4 l Super                                    | 4,9–5,1 l Diesel (5,3–5,4 l Diesel) [5,1–5,3 l Diesel]                         | 5,2–5,4 l Diesel (5,7–5,9 l Diesel) ([6,0–6,4 l Diesel])                       | (5,6–5,8 l Diesel) ([6,0–6,1 l Diesel]) [5,6–5,8 l Diesel]                     |
| CO2-Emission, kombiniert:                    | 144–154 g/km                                       | 145–154 g/km                                       | 145–149 g/km                                       | 129–133 g/km (135–139 g/km) [139–143 g/km]                                     | 137–143 g/km (151–154 g/km) ([159–168 g/km])                                   | (149–153 g/km) ([158–162 g/km]) [148–152 g/km]                                 |

## X-Trail (T33, seit 2021)
Eine neue Generation des X-Trail wurde im April 2021 im Rahmen der Shanghai Auto Show vorgestellt. Sie ist nahezu baugleich zum 2020 in Nordamerika eingeführten Rogue und kam in China im Juli 2021 in den Handel. Der europäische, der japanische und der australische Markt folgten im Sommer 2022. Die vierte Generation des Mitsubishi Outlander nutzt die gleiche Technik wie der X-Trail bzw. Rogue.

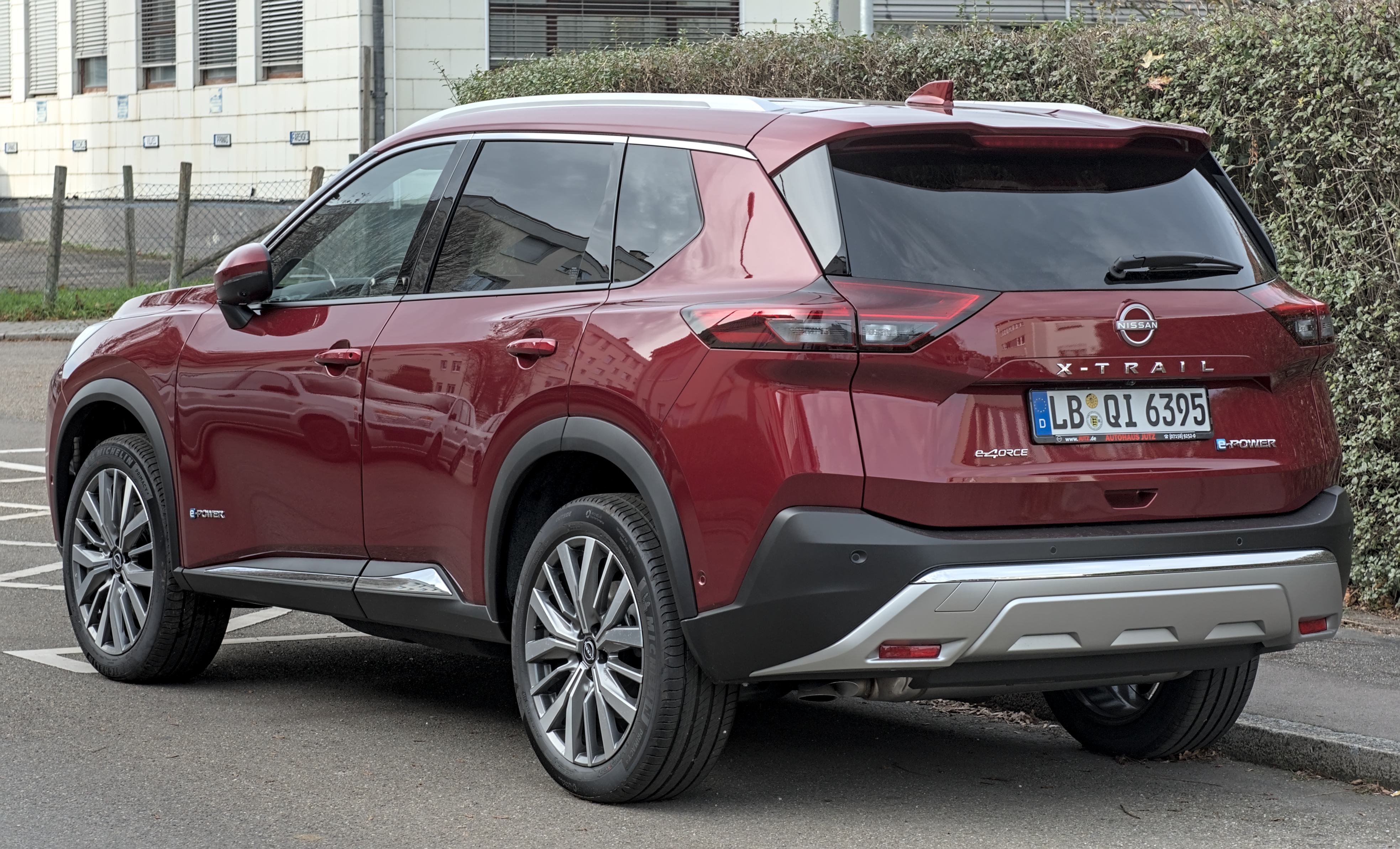
Heckansicht
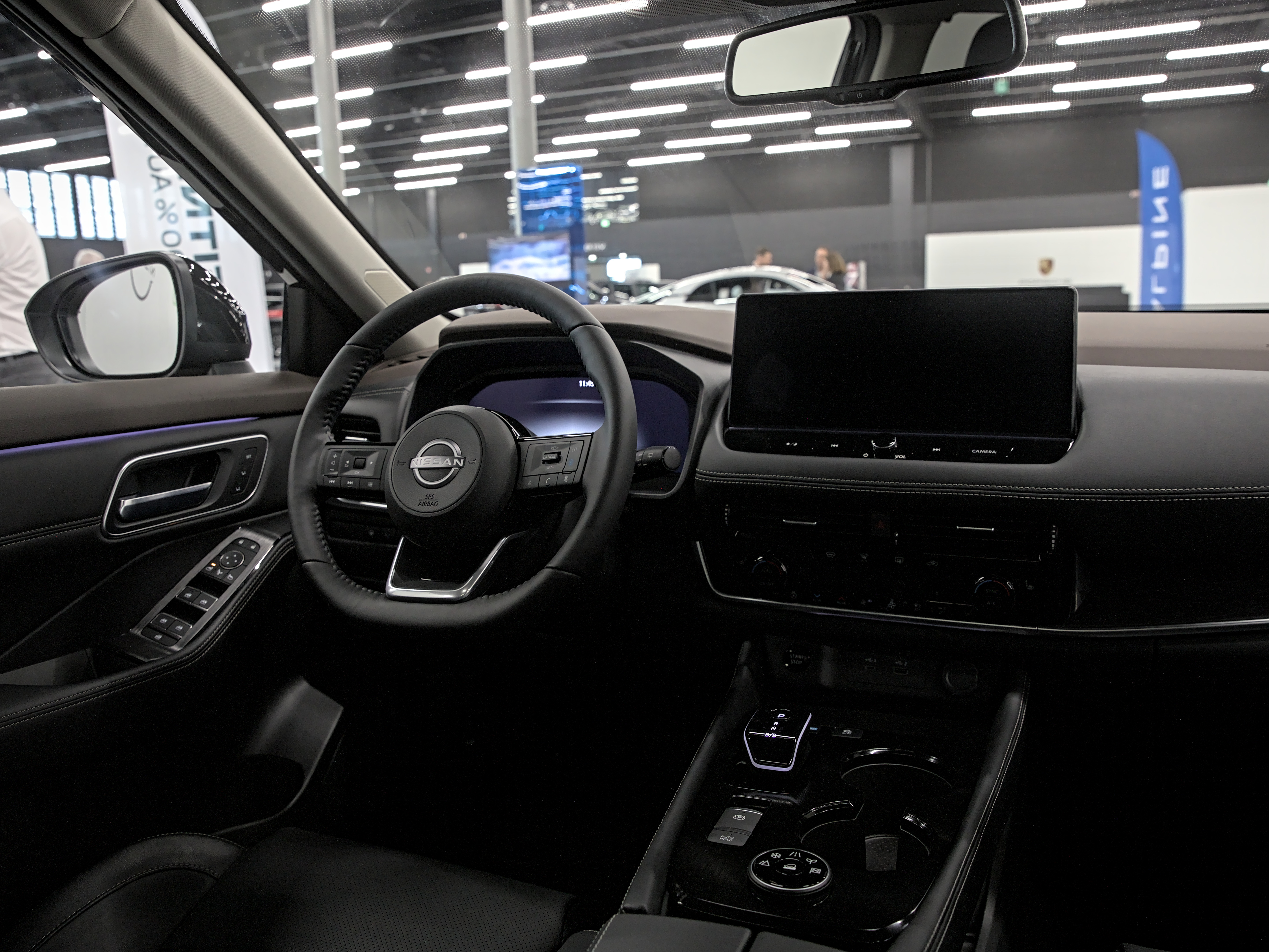
Innenansicht

Der X-Trail baut fortan auf der Renault-Nissan CMF-C-Plattform auf und ist nach wie vor mit bis zu sieben Sitzplätzen erhältlich. In China wird die Baureihe von einem aufgeladenen 1,5-Liter-Ottomotor mit drei Zylindern und variabler Verdichtung angetrieben. In Europa und Japan ist der X-Trail auch als serieller Hybrid „e-Power“ und optionalem elektrischen Allradantrieb verfügbar. In Australien steht ein 2,5-Liter-Ottomotor mit Saugrohreinspritzung zur Verfügung. Ein Dieselantrieb wird nicht mehr angeboten.

### Technische Daten
|                                                   | VC-Turbo 300 (China)        | 1.5 VC-T Mild-Hybrid   | 1.5 VC-T Mild-Hybrid   | 1.5 VC-T e-Power            | 1.5 VC-T e-Power            | 1.5 VC-T e-Power e-4orce    | 1.5 VC-T e-Power e-4orce    |
| Bauzeitraum                                       | seit 07/2021                | 09/2022–07/2024        | seit 07/2024           | 09/2022–07/2024             | seit 07/2024                | 09/2022–07/2024             | seit 07/2024                |
| Motorkenndaten                                    |                             |                        |                        |                             |                             |                             |                             |
| Motortyp                                          | R3-Ottomotor                | R3-Ottomotor           | R3-Ottomotor           | R3-Ottomotor + Elektromotor | R3-Ottomotor + Elektromotor | R3-Ottomotor + Elektromotor | R3-Ottomotor + Elektromotor |
| Hubraum                                           | 1477–1497 cm³               | 1477–1497 cm³          | 1477–1497 cm³          | 1477–1497 cm³               | 1477–1497 cm³               | 1477–1497 cm³               | 1477–1497 cm³               |
| Motoraufladung                                    | Turbolader                  | Turbolader             | Turbolader             | Turbolader                  | Turbolader                  | Turbolader                  | Turbolader                  |
| Verdichtungsverhältnis                            | 8:1–14:1                    | 8:1–14:1               | 8:1–14:1               | 8:1–14:1                    | 8:1–14:1                    | 8:1–14:1                    | 8:1–14:1                    |
| max. Leistung Verbrennungsmotor bei min−1         | 150 kW (204 PS) / 5600      | 120 kW (163 PS) / 4800 | 120 kW (163 PS) / 4800 | 116 kW (158 PS) / 4600      | 116 kW (158 PS) / 4600      | 116 kW (158 PS) / 4600      | 116 kW (158 PS) / 4600      |
| max. Leistung Elektromotor                        | —                           | —                      | —                      | 150 kW (204 PS)             | 150 kW (204 PS)             | 157 kW (214 PS)             | 157 kW (214 PS)             |
| max. Drehmoment Verbrennungsmotor bei min−1       | 300 Nm / 2800–4400          | 300 Nm / 2800–3600     | 300 Nm / 2800–3600     | 250 Nm / 2400–4400          | 250 Nm / 2400–4400          | 250 Nm / 2400–4400          | 250 Nm / 2400–4400          |
| max. Drehmoment Elektromotor                      | —                           | —                      | —                      | 330 Nm                      | 330 Nm                      | 330 Nm + 195 Nm             | 330 Nm + 195 Nm             |
| Kraftübertragung                                  |                             |                        |                        |                             |                             |                             |                             |
| Antrieb, serienmäßig                              | Vorderradantrieb            | Vorderradantrieb       | Vorderradantrieb       | Vorderradantrieb            | Vorderradantrieb            | Allradantrieb               | Allradantrieb               |
| Antrieb, optional                                 | (Allradantrieb)             | —                      | —                      | —                           | —                           | —                           | —                           |
| Getriebe                                          | Stufenloses Getriebe        | Stufenloses Getriebe   | Stufenloses Getriebe   | Stufenloses Getriebe        | Stufenloses Getriebe        | Stufenloses Getriebe        | Stufenloses Getriebe        |
| Messwerte                                         |                             |                        |                        |                             |                             |                             |                             |
| Leergewicht                                       | 1590–1682 kg (1690–1753 kg) | 1664–1781 kg           | 1668–1718 kg           | 1800–1883 kg                | 1804 kg                     | 1908–2024 kg                | 1908–1961 kg                |
| Höchstgeschwindigkeit                             | 200 km/h (200 km/h)         | 200 km/h               | 200 km/h               | 170 km/h                    | 170 km/h                    | 180 km/h                    | 180 km/h                    |
| Beschleunigung, 0–100 km/h                        | 8,7 s (8,4 s)               | 9,6 s                  | 9,6 s                  | 8,0 s                       | 8,0 s                       | 7,0–7,2 s                   | 7,0 s                       |
| Kraftstoffverbrauch auf 100 km (WLTP, kombiniert) | k. A.                       | 7,1–7,6 l Super        | 6,9 l l Super          | 5,8–6,2 l Super             | 5,7 l l Super               | 6,3–6,7 l Super             | 6,1 l l Super               |
| CO2-Emissionen (WLTP, kombiniert)                 | k. A.                       | 161–172 g/km           | 161 g/km               | 131–141 g/km                | 131 g/km                    | 143–152 g/km                | 143 g/km                    |
| Abgasnorm nach EU-Klassifikation                  | China VI                    | Euro 6d-ISC-FCM        | Euro 6e                | Euro 6d-ISC-FCM             | Euro 6e                     | Euro 6d-ISC-FCM             | Euro 6e                     |

## Zulassungszahlen in Deutschland
Seit dem Marktstart 2001 bis einschließlich Dezember 2024 sind in der Bundesrepublik Deutschland insgesamt 116.661 Nissan X-Trail neu zugelassen worden. Mit 11.997 Einheiten war 2003 das erfolgreichste Verkaufsjahr. Die zwischen 2007 und 2014 angebotene zweite Generation erzielte im Vergleich zu den anderen beiden Generationen deutlich geringere Zulassungszahlen.